# Andrew Wilson (attore)
Andrew Cunningham Wilson (Dallas, 22 agosto 1964) è un attore, regista e produttore cinematografico statunitense.

## Biografia
È il più anziano dei figli del pubblicitario Robert Wilson e della fotografa Laura Cunningham, i suoi due fratelli, Owen e Luke, sono entrambi attori. Nella sua carriera cinematografica è stato attore di numerosi film, coproduttore e regista. Si è sposato con Nnogo Obiamiwe con la quale ha avuto un figlio Joseph 'Joey' Obiamiwe Wilson nel 2003. Attualmente è divorziato e vive in California.

## Filmografia
- L'ultimo U-Boot (Das letze U-Boot), regia di Frank Beyer (1993)
- Tre vite e una sola morte (Trois vies et une seule mort), regia di Raúl Ruiz (1995)
- Un colpo da dilettanti (Bottle Rocket), regia di Wes Anderson (1996)
- Rushmore, regia di Wes Anderson (1998)
- Mai stata baciata (Never Been Kissed), regia di Raja Gosnell (1999)
- Charlie's Angels, regia di McG (2000)
- Zoolander, regia di Ben Stiller (2001)
- I Tenenbaum (The Royal Tenenbaums), regia di Wes Anderson (2001)
- Showtime, regia di Tom Dey (2002)
- Tutta colpa di Sara (Serving Sara), regia di Reginald Hudlin (2002)
- Charlie's Angels - Più che mai (Charlie's Angels: Full Throttle), regia di McG (2003)
- Brivido biondo (The Big Bounce), regia di George Armitage (2004)
- L'amore in gioco (Fever Pitch), regia dei fratelli Farrelly (2005)
- Idiocracy, regia di Mike Judge (2006)
- Whip It, regia di Drew Barrymore (2009)
- Come lo sai (How Do You Know), regia di James L. Brooks (2010)
- Libera uscita (Hall Pass), regia di Peter e Bobby Farrelly (2011)
- Un anno da leoni (The Big Year), regia di David Frankel (2011)
- Time Trap, regia di Ben Foster e Mark Dennis (2017)
- 2 gran figli di... (Father Figures), regia di Lawrence Sher (2017)

## Doppiatori italiani
Nelle versioni in italiano delle opere in cui ha recitato, Andrew Wilson è stato doppiato da:
- Nino Prester in Un colpo da dilettanti
- Andrea De Nisco in Brivido biondo
- Francesco Pannofino ne L'amore in gioco
- Riccardo Niseem Onorato in Whip It
- Oreste Baldini in 2 gran figli di...